# 新公中镇
新公中镇，是中华人民共和国内蒙古自治区巴彦淖尔市五原县下辖的一个乡镇级行政单位。

## 行政区划
新公中镇下辖以下地区：
永旺村、光胜村、民利村、合少村、永生村、旭日村、永胜村、永联村、团结村、永丰村、创业村、光明村、光联村、联胜村和丰联村。